# Massaker von Porzûs

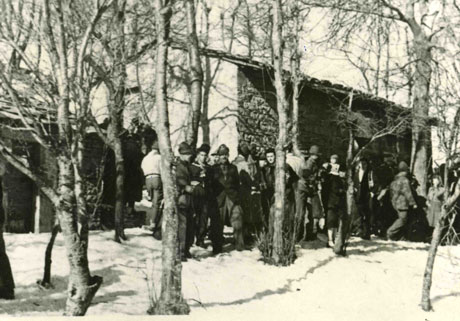
Partisanen der Brigade Osoppo in Topli Uork (Winter 1944–45)

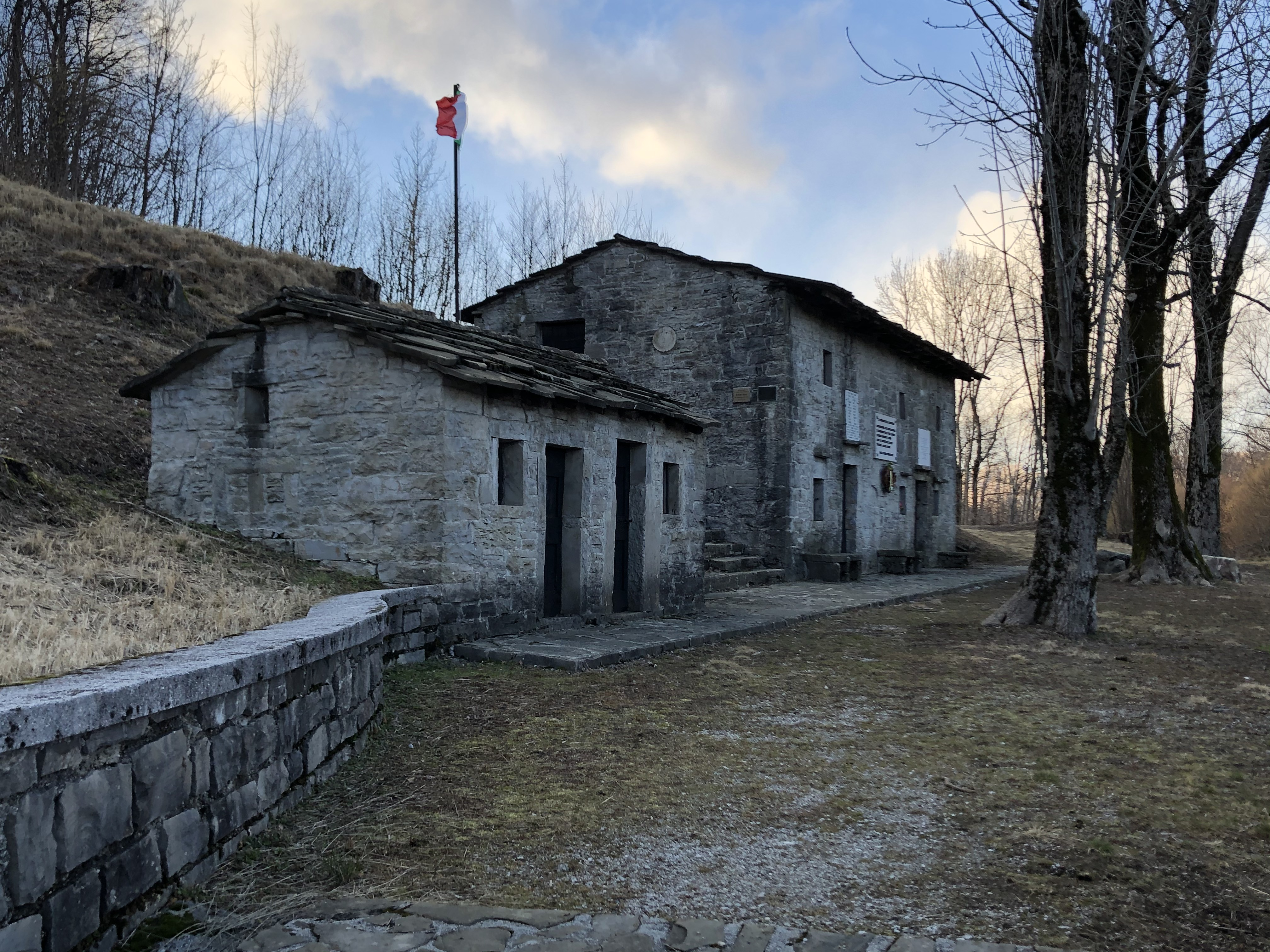
Malghe di Porzûs

Beim Massaker von Porzûs wurden am 7. Februar 1945 bei Porzûs (Provinz Udine, Norditalien) 17 Partisanen der Brigade Osoppo, einer Gruppierung mit katholischer und laizistisch-sozialistischer Orientierung, durch eine andere Gruppe von Partisanen ermordet. Diese waren mehrheitlich Mitglieder der GAP (Gruppi di Azione Patriottica), welche der Kommunistischen Partei Italiens angehörten. Die Ereignisse waren und sind Gegenstand von Meinungsverschiedenheiten und Polemiken betreffend die Auftraggeber und die Hintergründe.